# 拉边清真寺
拉边清真寺，位于中国青海省循化县白庄乡拉边村，为青海省市县级文物保护单位，公布日期为2000年7月4日，类型为古建筑。
拉边清真寺的历史年代为清。